# Ctenoplectra florisomnis
Ctenoplectra florisomnis är en biart som beskrevs av Jacobus van der Vecht 1941.
Ctenoplectra florisomnis ingår i släktet Ctenoplectra och familjen långtungebin. Inga underarter finns listade i Catalogue of Life.